# Parque del Sur
Parque del Sur es un barrio perteneciente al distrito Ciudad Jardín de la ciudad de Málaga, España. Según la delimitación oficial del ayuntamiento, limita al norte con los barrios de Ciudad Jardín y Mangas Verdes; al oeste, con el barrio de Monte Dorado; al sur, con el barrio de Los Naranjos; y al este, de nuevo con el barrio de Ciudad Jardín.

## Transporte
En autobús queda conectado mediante las siguientes líneas de la EMT: 
| Línea | Trayecto                                   | Recorrido | Frecuencia    |
| ----- | ------------------------------------------ | --------- | ------------- |
| 1     | Parque del Sur - Avda. Europa (San Andrés) | Recorrido | 8-9 minutos   |
| 30    | Alameda Principal - Mangas Verdes          | Recorrido | 45-50 minutos |